# The Jazz Review
The Jazz Review foi um periódico musical especializado em jazz fundado por Nat Hentoff, Martin Williams e Hsio Wen Shih em Nova Iorque no ano de 1958. Foi publicado até 1961. Hentoff e Williams foram co-editores em sua breve existência, durante a qual a revista foi considerada a principal do gênero nos Estados Unidos.